# Lista odcinków kreskówek o Myszce Miki
Lista odcinków kreskówek o Myszce Miki. Zawiera tytuły w kolejności chronologicznej.

## Kreskówki ze „złotej epoki” (1928-1953)
Rok 1928
- Szalony samolot (ang. Plane Crazy) – pierwotnie film niemy, później wzbogacony o ścieżkę dźwiękową.
- Galopujący Gaucho (ang. Gallopin' Gaucho)
- Willie z parowca (ang. Steamboat Willie) – pierwsza dźwiękowa kreskówka z Myszką Miki.
- Taniec w stodole (ang. The Barn Dance)

Rok 1929
- Opera (ang. The Opry House)
- Gdy kota nie ma (ang. When the Cat's Away)
- Parobek (ang. The Plow Boy)
- Bitwa na podwórzu (ang. The Barnyard Battle)
- W wesołym miasteczku (ang. The Karnival Kid)
- Głupoty Myszki Miki (ang. Mickey’s Follies)
- Ciuchcia Myszki Miki (ang. Mickey’s Choo-Choo)
- Jazzowe wygłupy (ang. The Jazz Fool)
- Rytm dżungli (ang. Jungle Rhythm)
- Nawiedzony dom (ang. Haunted House)

Rok 1930
- Po prostu Myszka Miki (ang. Just Mickey)
- Koncert w zagrodzie (ang. The Barnyard Concert)
- W krainie kaktusów (ang. The Cactus Kid)
- Wzburzone fale (ang. Wild Waves)
- Strażacy (ang. The Fire Fighters)
- Ubaw (ang. The Shindig)
- Więzienna orkiestra (ang. The Chain Gang) – występ prototypów psa Pluta.
- Tajemnica goryla (ang. The Gorilla Mystery)
- Piknik (ang. The Picnic) – pierwszy występ Pluta (jako Rover, pies Minnie).
- Pionierskie czasy (ang. Pioneer Days)
- Minnie's Yoo Hoo

Rok 1931
- Przyjęcie urodzinowe (ang. The Birthday Party)
- Kłopoty na drodze (ang. Traffic Troubles)
- Rozbitek (ang. The Castaway)
- Polowanie na łosie (ang. The Moose Hunt) – pierwszy występ Pluta jako psa Mikiego.
- Dostawca (ang. The Delivery Boy)
- Miki na przechadzce (ang. Mickey Steps Out)
- Smętne rytmy (ang. Blue Rhythm)
- Wędkowanie (ang. Fishin’ Around)
- Koncert na podwórzu (ang. The Barnyard Broadcast)
- Na plaży (ang. The Beach Party)
- Szaleństwa Myszki Miki (ang. Mickey Cuts Up)
- Mickey’s Orphans

Rok 1932
- Polowanie na kaczki (ang. The Duck Hunt)
- Zakupy w sklepie spożywczym (ang. The Grocery Boy)
- Wściekły pies (ang. The Mad Dog)
- Olimpiada w zagrodzie (ang. Barnyard Olympics)
- Rewia Myszki Miki (ang. Mickey’s Revue) – pierwszy występ Goofy’ego (jako Dippy Dawg).
- Muzykalny farmer (ang. Musical Farmer)
- Miki w Arabii (ang. Mickey in Arabia)
- Koszmarny sen Myszki Miki (ang. Mickey’s Nightmare)
- Miki handlarzem (ang. Trader Mickey)
- Komiczne przyjęcie (ang. The Whoopee Party)
- Miki piłkarzem (ang. Touchdown Mickey)
- Swawolne kanarki (ang. The Wayward Canary)
- W Klondike (ang. The Klondike Kid)
- Parada nominowanych (ang. Parade of the Award Nominees)
- Dobry uczynek Myszki Miki (ang. Mickey’s Good Deed)

Rok 1933
- Na budowie (ang. Building a Building)
- Szalony lekarz (ang. The Mad Doctor) pierwszy występ postaci Szalonego doktora
- Pies Pluto kumplem Myszki Miki (ang. Mickey’s Pal Pluto)
- Melodramat Myszki Miki (ang. Mickey’s Mellerdrammer)
- Stare dobre czasy (ang. Ye Olden Days)
- Poczta lotnicza (ang. The Mail Pilot)
- Robot Myszki Miki (ang. Mickey’s Mechanical Man)
- Premiera Myszki Miki (ang. Mickey’s Gala Premier)
- Szczenięca miłość (ang. Puppy Love)
- Sklep ze zwierzakami (ang. The Pet Store)
- Wyścigi z przeszkodami (ang. The Steeple Chase)
- Kraina Olbrzyma (ang. Giantland)

Rok 1934
- Porwani (ang. Shanghaied)
- Na kempingu (ang. Camping Out)
- Rozbrykany pies Pluto (ang. Playful Pluto)
- Miki Guliwerem (ang. Gulliver Mickey)
- Na spacerku (ang. Mickey’s Steamroller)
- Benefis dla sierot (ang. Orphan's Benefit) – pierwszy występ Kaczora Donalda w kreskówce Mikiego.
- Miki tatusiem (ang. Mickey Plays Papa)
- Złodziej psów (ang. The Dognapper)
- Miki Rewolwerowiec (ang. Two-Gun Mickey)

Rok 1935
- Miki zwany Piątkiem (ang. Mickey’s Man Friday)
- Koncert orkiestry dętej (ang. The Band Concert) – pierwsza oficjalna kolorowa kreskówka z Myszką Miki. Pierwszy występ Goofy’ego w kolorze.
- Stacja obsługi samochodów Myszki Miki (ang. Mickey’s Service Station) – pierwszy wspólny występ Mikiego, Donalda i Goofy’ego.
- Kangur Myszki Miki (ang. Mickey’s Kangaroo) – ostatnia czarno-biała kreskówka z Myszką Miki.
- Ogród Myszki Miki (ang. Mickey’s Garden) – pierwszy występ Pluta w kolorze.
- Straż pożarna Mikiego (ang. Mickey’s Fire Brigade)
- Sądny dzień psa Pluto (ang. Pluto’s Judgment Day)
- Na ślizgawce (ang. On Ice) – pierwszy występ Minnie w kolorze.

Rok 1936
- Miki i jego drużyna polo (ang. Mickey’s Polo Team)
- Piknik (ang. Orphan's Picnic)
- Miki wystawia operę (ang. Mickey’s Grand Opera)
- Po drugiej stronie lustra (ang. Thru the Mirror)
- Rywal Mikiego (ang. Mickey’s Rival)
- Dzień przeprowadzki (ang. Moving Day) – pierwszy występ Piotrusia w kolorze.
- Amatorzy górskiej wspinaczki (ang. Alpine Climbers)
- Cyrk Myszki Miki (ang. Mickey’s Circus)
- Donald i Pluto (ang. Donald & Pluto)
- Słonik Mikiego (ang. Mickey’s Elephant)

Rok 1937
- Obróci się to przeciw tobie (ang. The Worm Turns)
- Miki magikiem (ang. Magician Mickey)
- Łowcy łosi (ang. Moose Hunters)
- Koncert amatorów (ang. Mickey’s Amateurs)
- Wakacje na Hawajach (ang. Hawaiian Holiday)
- Konserwatorzy zegara (ang. Clock Cleaners)
- Przestraszone duchy (ang. Lonesome Ghosts)

Rok 1938
- Budowanie łodzi (ang. Boat Builders)
- W przyczepie Mikiego (ang. Mickey’s Trailer)
- Wielorybnicy (ang. The Whalers)
- Papuga Myszki Miki (ang. Mickey’s Parrot)
- Dzielny krawczyk (ang. Brave Little Tailor)
- Polowanie na lisa (ang. The Fox Hunt)

Rok 1939
- Piękne i szlachetne (ang. Society Dog Show) – ostatnia kreskówka z Myszką Miki z czarnymi oczami.
- Wyżeł (ang. The Pointer)
- Mickey’s Surprise Party
- The Standard Parade

Rok 1940
- Akcja ratunkowa (ang. Tugboat Mickey)
- Pluto śni o domu (ang. Pluto’s Dream House)
- Pan Myszka Miki wybiera się w podróż (ang. Mr. Mouse Takes A Trip)
- Uczeń czarnoksiężnika (ang. The Sorcerer’s Apprentice) – fragment nagrodzonego Oscarem filmu Fantazja.

Rok 1941
- Trąbka powietrzna (ang. The Little Whirlwind)
- Lokaj dżentelmena (ang. A Gentleman's Gentleman)
- Pies do golfa (ang. Canine Caddy)
- Piękne czasy pradziadków (ang. The Nifty Nineties)
- Benefis dla sierot (ang. Orphan's Benefit) – nowa wersja.
- Pomocna łapa (ang. Lend a Paw) – nagrodzona Oscarem

Rok 1942
- Miki obchodzi urodziny (ang. Mickey’s Birthday Party)
- Godzina symfonii (ang. Symphony Hour)

Rok 1943
- Pluto i armadillo (ang. Pluto & The Armadillo)

Rok 1946
- Przez zasiedzenie (ang. Squatter’s Rights)

Rok 1947
- Miki i czarodziejska fasolka (ang. Mickey and the Beanstalk) – fragment filmu Fun and Fancy Free.
- Spóźnialski Miki (ang. Mickey’s Delayed Date)

Rok 1948
- Myszka Miki w Australii (ang. Mickey Down Under)
- Miki i foczka (ang. Mickey and the Seal)
- Sprawunek Pluta (ang. Pluto’s Purchase)

Rok 1949
- Pluto w Meksyku (ang. Pueblo Pluto)

Rok 1950
- Szalejąc za Daisy (ang. Crazy Over Daisy) (gościnnie)

Rok 1951:
- Pan Szop (ang. R'Coon Dawg)
- Plutopia

Rok 1952
- Przyjęcie urodzinowe psa Pluto (ang. Pluto’s Party)
- Choinka psa Pluto (ang. Pluto’s Christmas Tree)

Rok 1953
- Proste rzeczy (ang. The Simple Things) – ostatnia klasyczna kreskówka z Myszką Miki ze „złotej ery”.

## Inne kreskówki
- Opowieść wigilijna Myszki Miki (ang. Mickey’s Christmas Carol, 1983)
- Książę i żebrak (ang. The Prince and the Pauper, 1990)
- Runaway Brain (1995)
- Electric Holiday (2012) (gościnnie)
- Koń by się uśmiał (ang. Get a Horse!, 2013)

## Filmy
- Fantazja (ang. Fantasia, 1940)
- Trzej Caballeros (ang. The Three Caballeros, 1945)
- Fun and Fancy Free (1947)
- Kto wrobił królika Rogera? (ang. Who framed Roger Rabbit?, 1988)
- Goofy na wakacjach (ang. A Goofy Movie, 1995) (gościnnie)
- Mickey: Bajkowe święta (ang. Mickey’s Once Upon a Christmas, 1999)
- Fantazja 2000 (ang. Fantasia 2000, 2000)
- Magiczna gwiazdka Mikiego: Zasypani w Café Myszka (ang. Mickey’s Magical Christmas: Snowed in at the House of Mouse, 2001)
- Mickey’s House of Villains (2002)
- Mickey, Donald, Goofy: Trzej muszkieterowie (ang. Mickey, Donald & Goofy: The Three Musketeers, 2004)
- Mickey: Bardziej bajkowe święta (ang. Mickey’s Twice Upon a Christmas, 2004)
- Ralph Demolka (ang. Wreck-It Ralph, 2012) (gościnnie)
- Ratując pana Banksa (ang. Saving Mr. Banks, 2013) (gościnnie)

## Seriale animowane
- Klasyka Disneya
- Klub Myszki Miki
- Myszka Miki i Kaczor Donald zapraszają na film (1981-1988)
- Przygody Myszki Miki i Kaczora Donalda (1982-1993)
- Miki i Donald przedstawiają Goofy’ego sportowca (1983–1987)
- Kaczor Donald przedstawia (1983−1988)
- Szmergiel (serial animowany) (1993–1995) (gościnnie)
- Myszka Miki i przyjaciele (1994–1995)
- Produkcje Myszki Miki (1999–2001)
- Café Myszka (2001–2004)
- Klub przyjaciół Myszki Miki (2006–2016)
- Teraz Miki (2009–2012)
- Butik Minnie (2011–2016)
- Myszka Miki (2013–2019)
- Miki i raźni rajdowcy (2017–2021)
- Myszka Miki: Zamieszani w przygody (2020–2021)
- Myszka Miki: Frajdomek (2021-2025)
- Klub Przyjaciół Myszki Miki+ (2025)